# Рамсдонксвер
Рамсдонксвер (нід. Raamsdonksveer) — місто в нідерландській провінції Північний Брабант. Входить до муніципалітету Гертрейденберг.
Його площа становить 10,11 км², а населення станом на 2021 рік складало 12 470 осіб.

## Галерея

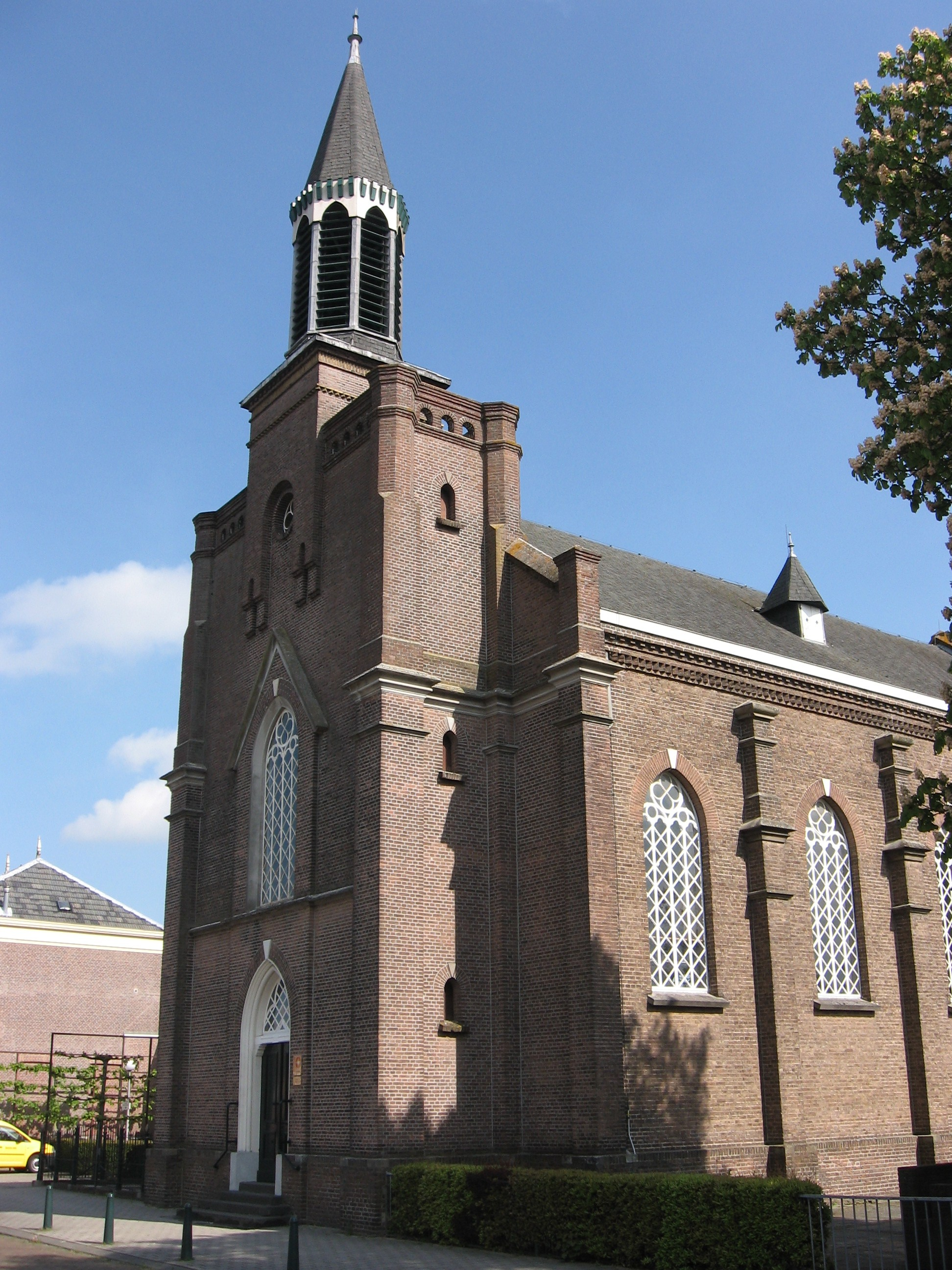
Реформистська церква
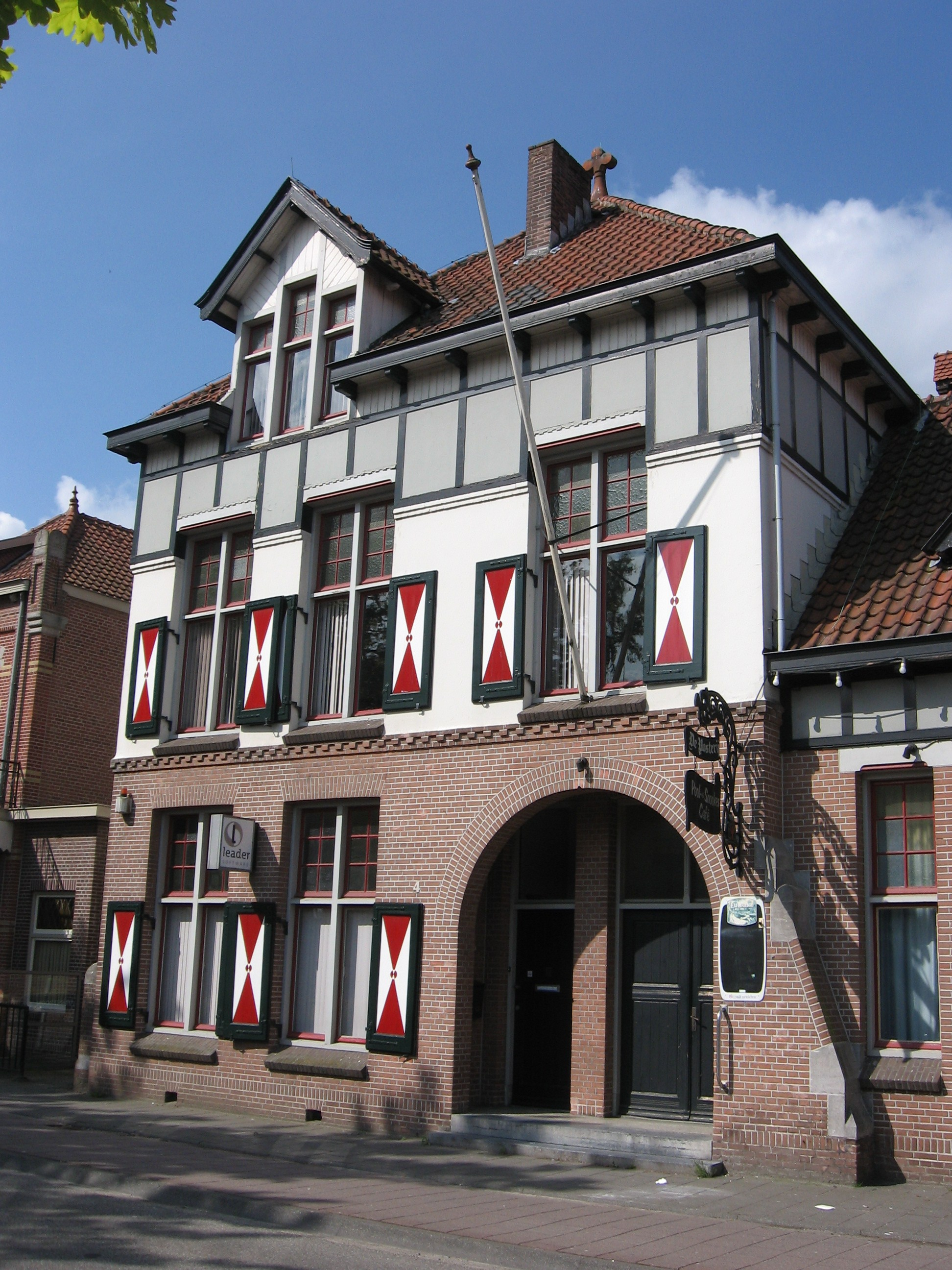
Будинок у Рамсдонксвері
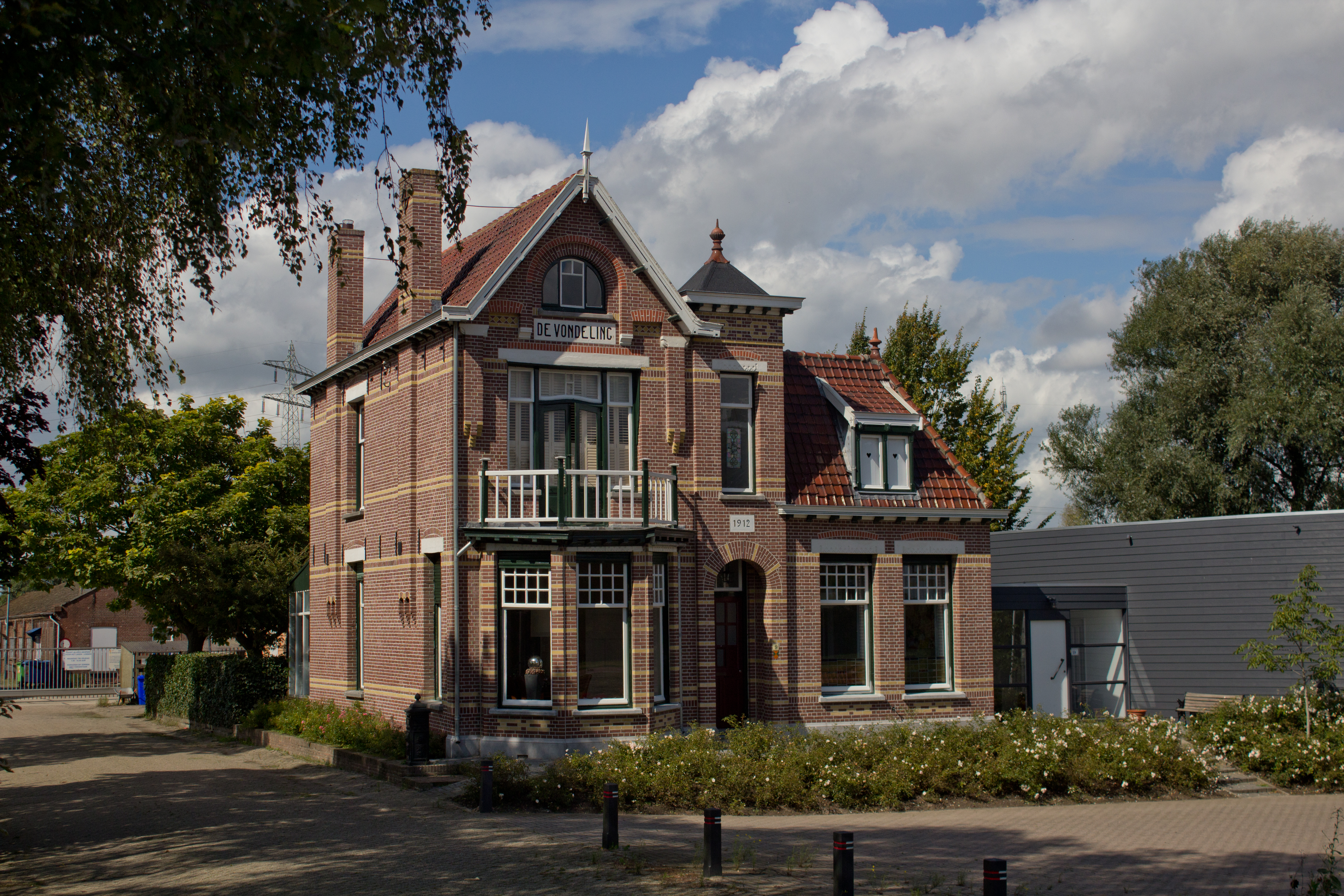
Вілла у Рамсдонксвері
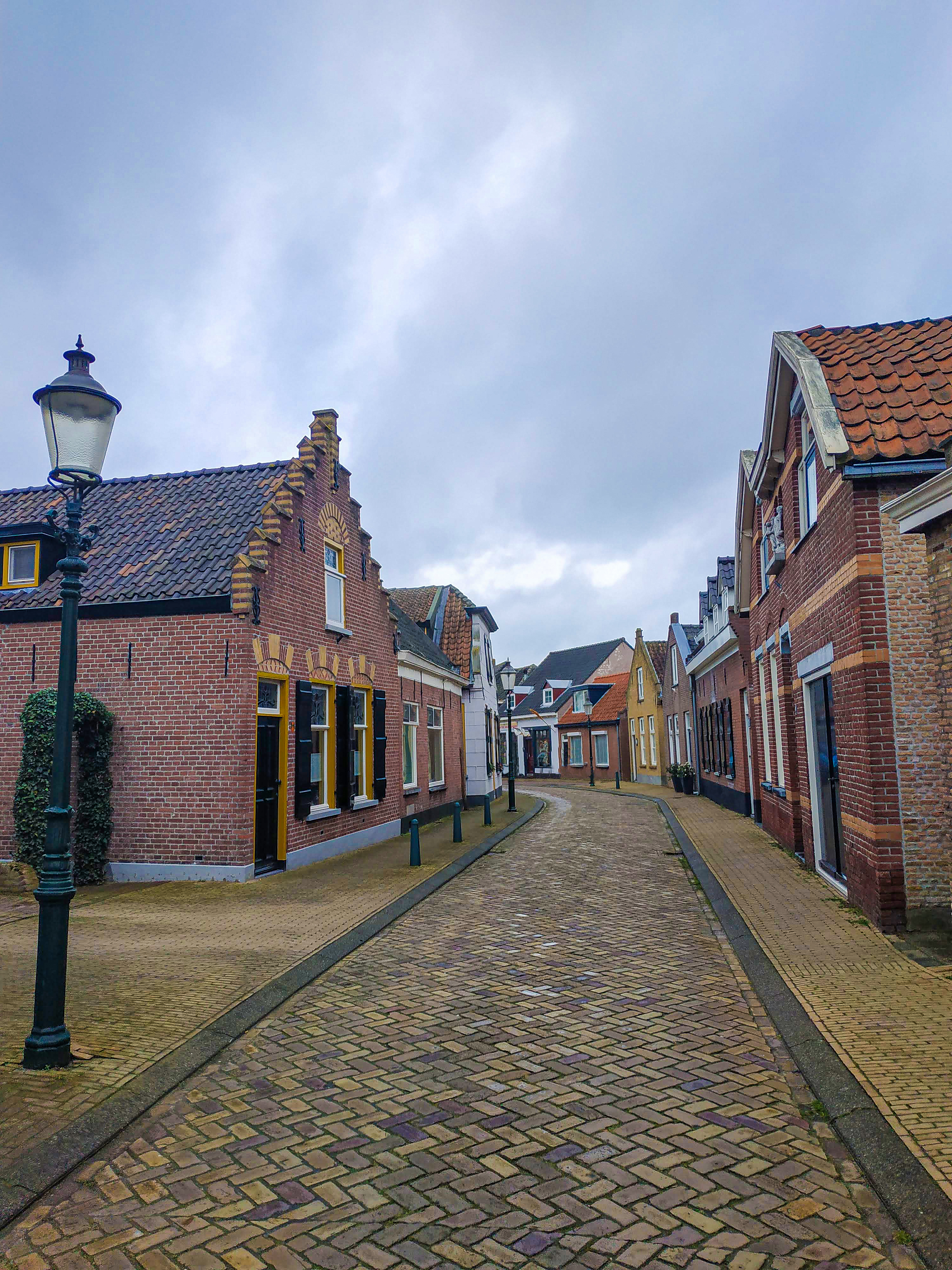
Вулиця у Рамсдонксвері